# Instituto Nóos
El Instituto Nóos (del griego nóos, ‘mente’, ‘intelecto’, en la forma jónica; en ático es νοῦς), también conocido como Instituto Nóos de Estudios Estratégicos de Patrocinio y Mecenazgo y como Asociación Instituto Nóos de Investigación Aplicada, era una entidad dirigida por Diego Torres e Iñaki Urdangarin, marido de la infanta Cristina. Así presentaba el propio Urdangarín su proyecto:

Nosotros, bueno, yo, presido en la mayor de mi tiempo laboral un instituto de investigación. Lo que desarrollamos son investigaciones y proyectos en el área de la estrategia de la empresa relacionada en un campo muy concreto, que es el tema del patrocinio, el mecenazgo y la responsabilidad social. En definitiva, asesoramos a empresas o a instituciones que realmente quieran alinear con su estrategia de negocio pues todo el dinero que dan a los temas de patrocinio, mecenazgo, responsabilidad social...

Aunque formalmente se dedicaba a la organización de eventos deportivos, en 2011 se abrieron investigaciones judiciales sobre sus actividades reales. Se sospechaba que esta fundación «sin animo de lucro» era en realidad el epicentro de una red de corrupción para el desvío de fondos públicos. Dada la envergadura que fueron adquiriendo las averiguaciones, el juez titular del Juzgado de Instrucción num. 3 de Palma de Mallorca José Castro decidió abrir una pieza separada del caso Palma Arena: la pieza 25, que más adelante sería conocida como caso Nóos.

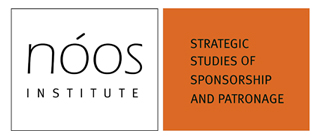
Logo de Instituto Nóos

Número 19 de la calle Mestre Nicolau de Barcelona, sede del Instituto Nóos.

## Cronología

### De 1999 a 2003
El Instituto Nóos fue fundado en 1999 en Barcelona bajo el nombre Asociación Instituto de Investigación Aplicada, por Diego Torres. Antes del cambio de nombre, la Asociación se presentaba como dedicada a "realizar investigaciones sobre el papel de la inteligencia de mercado en la competitividad de las empresas, así como a servir de punto de encuentro a los profesionales de esta disciplina". Dentro de sus actividades estaba previsto la organización de cursos, conferencias, seminarios y publicaciones. El fundador, Diego Torres, la había creado para conseguir subvenciones de la Administración y en vista de hacer de ella una gran consultora. Sin embargo, la asociación dormitaría sin apenas actividad hasta que conoció a Iñaki Urdangarin, entonces alumno suyo en ESADE.

### De 2003 a 2006
A partir de septiembre de 2003, la Asociación se refundará: adoptará el nombre de Asociación Instituto Nóos de Investigación Aplicada y cambiará de objeto social. También se incorporará a ella Iñaki Urdangarin, que pasa a ser su presidente, así como varios miembros del círculo del duque de Palma. Con este cambio la asociación pasó a tener el mismo nombre que la consultoría creada por el duque dos años antes, Nóos Consultoría, que se dedicaba formalmente al arrendamiento de bienes, servicio de consultoría y asesoramiento en gestión de empresas pero que de hecho permaneció inactiva durante dos años, hasta 2003. Diego Torres pasará a ser vicepresidente, Mario Sorribas, hombre de confianza del duque, cumplirá cargos de apoderado, y también se incorporarán al proyecto varios miembros de la familia Tejeiro: la tesorera es Ana María Tejeiro Losada, esposa de Diego Torres; un hermano de Ana María, Marco Antonio Tejeiro Losada, figuraba como presidente; un tercer miembro de la familia Tejeiro, Miguel, ejercerá de secretario general. Como tesorero consta en los documentos intervenidos durante el caso Nóos Luis Carlos García Revenga, secretario personal de las infantas que hasta la salida de Urdangarin trabajó en Nóos; a pesar de que la Zarzuela aseguró que Revenga trabajaba "a título personal", su participación era en calidad de tesorero de Nóos, es decir tenía la importante y delicada tarea de firmar las cuentas anuales. Asimismo, Revenga reconoció ante el juez instructor del Caso Nóos en febrero de 2013 que Urdangarin le hacía consultas sobre la gestión del Instituto Nóos, puesto que era su "primera aventura empresarial". La propia infanta Cristina ejercerá de vocal hasta la marcha de su marido en 2006. 
Durante el período más fructífero de la Fundación, la junta directiva estaba pues integrada por don Iñaki Urdangarin como presidente, Diego Torres como vicepresidente, como tesorero don Carlos García Revenga, como vocal doña Cristina y como secretario Don Miguel Tejeiro. La sede de la Fundación se encontraba en el número 19 de la barcelonesa calle Mestre Nicolau, cerca del Turó Park. La asociación se presentaba a sí misma como una entidad sin ánimo de lucro cuya "misión es realizar investigaciones de interés general sobre los procesos de formulación e implementación de las estrategias de patrocinio, mecenazgo y responsabilidad".

#### Expansión de las actividades
Con esta nueva etapa proliferarán las actividades de Nóos así como los contratos comerciales de la asociación sin ánimo de lucro. En apenas tres años Nóos logró más de 100 clientes, desde grandes empresas estratégicas en su sector como Telefónica o Repsol, hasta suculentos contratos con la Administración. El instituto subió también su caché y se impondrá como objetivo el no hacer trabajos con las grandes empresas por menos de 100.000 euros. 
Instituto Nóos trabará rápidamente relación con las administraciones autonómicas de Baleares, la Comunidad Valenciana y la Comunidad de Madrid, que se convertirán en sus principales clientes. A finales de 2004, el Instituto organiza el 'Valencia Summit' y un año después el 'Illes Balears Forum', eventos que se repiten en años siguientes. Ambas comunidades autónomas, gobernadas por el Partido Popular quieren explorar los réditos que puede proporcionar el impacto internacional que causan los grandes eventos deportivos. Entre 2004 y 2006, el Instituto obtendrá 2,3 millones del Gobierno balear y algo más de tres millones del Ejecutivo valenciano. En total Hacienda calcula que de 2002 a 2010 Nóos ingresó más de 16 millones de euros.
Principales eventos organizados por la fundación:
- 27 a 29 de noviembre de 2004: "Valencia Summit",[14] un encuentro anual de debate sobre grandes acontecimientos deportivos y oportunidad de desarrollo, foro que conocerá dos ediciones más (2005 y 2006) (1.044.000 euros abonados por el gobierno valenciano)[15]
- octubre de 2005: segundo "Valencia Summit" (1.044.000 euros abonados por el gobierno valenciano).[15]
- 22 a 24 de noviembre de 2005: "Illes Baleares Forum", en el que participan expertos del mundo académico, empresarial y deportivo (1,2 millones de euros abonados por el gobierno balear).[16]
- 2006: tercer "Valencia Summit" (1.044.000 euros abonados por el gobierno valenciano).[15]
- 22 y 23 de noviembre de 2006: segundo "Illes Baleares Forum" (1,1 millones de euros abonados por el gobierno balear).

Durante esta nueva etapa Nóos mudará su sede de San Cugat del Vallés (Avinguda Corts Catalanes, 8, Magí, 08173) a Barcelona (Carrer Mestre Nicolau, 19, 08021).

### De 2006 a 2009
En marzo de 2006, coincidiendo con las primeras noticias que cuestionaban sus negocios y bajo presión de la Casa real, el duque, la infanta y su secretario dejaron Nóos. El cambio se formaliza en la asamblea general celebrada el 7 de abril, dejando al cargo de la empresa al hasta entonces vicepresidente, Diego Torres. Urdangarin pasará a incorporarse al consejo de Telefónica Internacional. 
A pesar de este cambio, Urdangarin seguirá vinculado a la fundación y a sus sociedades satélite de forma indirecta al menos hasta 2009, cuando se traslada a vivir a Washington. Así consta, por ejemplo, en uno de los mensajes de correo electrónico presentados por Diego Torres al juez instructor del Caso Nóos, José Castro y que han visto la luz pública: fechado el 30 de noviembre de 2007, en él Mario Sorribas, entonces director de comunicaciones de la Fundación Deporte, Cultura e Integración Social, satélite de Nóos, define a Urdangarin como el "alma mater del asunto". Asimismo, su exsocio Diego Torres, en declaraciones al juez instructor del Caso Nóos en febrero de 2013 dirá de él que seguía siendo quien "tomaba la mayoría de decisiones" en Nóos.
Con motivo del relevo de Urdangarin, Nóos publicó un comunicado en el que resaltaba la aportación del exjugador de balonmano y deseaba mucho éxito al expresidente en el proyecto “en el que va a embarcarse en las próximas fechas, encaminado al fomento del deporte como herramienta para la integración social”.

### De 2009 al inicio del proceso Caso Nóos
En agosto de 2012, Urdangarin trasladó la sede de una de las sociedades satélite de Nóos, Aizoon, al primer piso del número 81 del Paseo de Gracia en Barcelona, en el despacho profesional de su letrado, Mario Pascual, bufete de abogados Brugueras, García-Bragado, Molinero & Asociados. Era la segunda vez que el duque de Palma hacía una maniobra en este sentido en pleno agosto pues en 2011 ya había cambiado la sede social de Aizoon hasta la oficina de los hermanos Tejeiro en el número 224 de la barcelonesa calle Balmes. Hasta ese momento, la consultora estaba radicada en la vivienda que Urdangarín y la infanta Cristina tienen en Barcelona en un lujoso palacete en el barrio de Pedralbes.

## Entramado de empresas
A partir de su refundación, Instituto Nóos se asoció directa o indirectamente con varias empresas que pertenecían al círculo de Iñaki Urdangarin y Diego Torres y de la escuela ESADE. El objetivo de esta red societaria habría sido el de desviar el dinero público y privado recibido por la Fundación gracias a su condición de sociedad sin ánimo de lucro. Dos de estas empresas, Aizoon y Nóos Consultoría Estratégica SL, facturaron al Instituto Nóos más de tres millones de euros entre 2004 y 2007. En total se calcula que Nóos y sus empresas satélite facturaron 16,06 millones de euros a 103 entidades públicas y privadas.
Lista de sociedades satélite de Nóos:
- Aizoon SL
- De Goes Center Stakeholder Management SL.
- Enveitg XXI
- Fundación Deporte, Cultura e Integración Social
- Fundación Illesport
- Intuit Strategy Innovation Lab S.L.
- Nóos Consultoría Estratégica SL
- Numa Capital[24]
- Shiriaimasu S.L.
- Torres-Tejeiro Consultoría Estratégica[25]
- Virtual Strategies S.L.

## Principales clientes de Nóos y sociedades satélite
- Fundación Turismo Valencia Convention Bureau (FTVCB) (ca. 3,5 millones de euros)
- Instituto Balear de Turismo (Ibatur) (ca. 2,5 millones de euros)
- Volkswagen Audi (2.286.548 euros)[23]
- Motorpress (1.390.840 euros)[23]
- Telefónica, (703.851 euros y 106.720 euros)[23]
- Villarreal CF (690.000 euros)[23][26]
- Sociedad General de Autores y Editores (SGAE) (528.000 o 700.000 euros)[23]
- BBVA (502.020 euros)[23]
- Mixta África (445.440 euros)[23]
- Abarca Sports SL (290.000 euros)[23]
- Repsol (237.800 euros)[23]
- Gecsa Formación (213.437 euros)[23]
- Roig Grupo Corporativo SL (181.250 euros)[23]
- Madrid 16 (132.000 euros)[27]
- Meliá Hotels (105.640 euros)[23]

Otros clientes:
- Aguas de Valencia
- Altadis
- Bancaja
- Cepsa
- Fundación Abertis
- Fundación ESADE
- Gas Natural
- Mutua Intercomarcal
- Sociedad para la Imagen Estratégica y Promocional de la Comunitat Valenciana
- Tous
- Toyota
- Valencia CF

## Caso Nóos
En verano de 2010 aparecen las primeras señales de duda con respecto a las actividades de Nóos. El 22 de julio de 2010 el juez instructor del caso Palma Arena, José Castro, abrió una nueva pieza en la causa en la que pedía información sobre los convenios firmados en 2005 y 2006 entre la Fundación Illesport, el Instituto Balear de Turismo (Ibatur, dependientes del Gobierno Balear, y el Instituto Nóos, presidido entonces por el duque de Palma, Iñaki Urdangarin.
A partir de ahí, la investigación judicial sigue avanzando y profundizando en las presuntas irregularidades, resumidas fundamentalmente en la malversación de caudales públicos, prevaricación y fraude fiscal.
A partir de 2011 se abre un proceso judicial donde Nóos figura como el epicentro de una estructura presuntamente diseñada para el desvío de fondos públicos a empresas de Iñaki Urdangarin y de sus socios así como incurrir en fraude fiscal. Según el sumario del fiscal, Nóos habría fijado unos precios desproporcionados en relación con los servicios que prestaba a la Administración pública. Además, después de recibir estos fondos públicos se simulaba la contratación de servicios ficticios por un importe superior, una vez más, al servicio realmente prestado.